# Le Jour des idiots
Pour plus de détails, voir Fiche technique et Distribution.
Le Jour des idiots (Tag der Idioten) est un film allemand de Werner Schroeter, sorti en 1982.

## Synopsis
Une jeune femme (Carole Bouquet) tente de se prouver en permanence qu'elle est en vie. Au point d'accomplir des actes qui paraissent étranges à son entourage et d'être considérée comme folle.

## Fiche technique
- Réalisation : Werner Schroeter
- Scénario : Werner Schroeter et Dana Horáková (de)
- Affiche : Philippe Lemoine
- Date de sortie : 26 mars 1982

## Distribution
- Carole Bouquet : Carole
- Ingrid Caven : docteur Laura
- Christine Kaufmann : Ruth
- Marie-Luise Marjan : sœur Marjan
- Magdalena Montezuma : la gitane
- Carola Regnier (de) : Ninon
- Ida Di Benedetto : Elisabet